# Lucilia pilosiventris
Lucilia pilosiventris är en tvåvingeart som beskrevs av Kramer 1910. Lucilia pilosiventris ingår i släktet Lucilia och familjen spyflugor. Inga underarter finns listade i Catalogue of Life.

## Bildgalleri

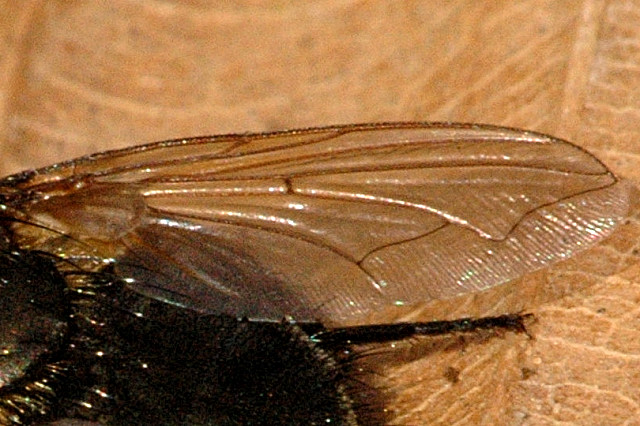